# Boyd 'Red' Morgan
Boyd 'Red' Morgan est un acteur américain né le 24 octobre 1915 à Waurika, Oklahoma (États-Unis), mort le 8 janvier 1988 à Tarzana (Californie).

## Filmographie

### Cinéma
- 1936 : Rose Bowl : Football Player
- 1940 : Lucky Cisco Kid (en) : Soldier
- 1940 : Yesterday's Heroes (it) : Football Player
- 1949 : Reign of Terror : Soldier
- 1950 : Trail of the Rustlers (it) de Ray Nazarro : Henchman Jake
- 1950 : La Fille des boucaniers (Buccaneer's Girl) : Pirate
- 1950 : Blues Busters : Bartender
- 1951 : Snake River Desperadoes (it) de Fred F. Sears : Henchman Brandt
- 1951 : Desert of Lost Men : Henchman Frank
- 1951 : Silver City : Saloon Bouncer
- 1952 : Smoky Canyon (it) de Fred F. Sears : Henchman Joe
- 1952 : Waco : Gunslinger
- 1952 : Les Flèches brûlées (Flaming Feather) de Ray Enright : Townsman
- 1952 : The Last Musketeer de William Witney : Barney, Tasker's Foreman
- 1952 : Laramie Mountains (it) de Ray Nazarro : Henchman Cruller
- 1952 : Sound Off (en) : MP
- 1952 : The Rough, Tough West (it) de Ray Nazarro : Bill
- 1952 : Thundering Caravans : Henchman Joe
- 1952 : Cripple Creek (en) de Ray Nazarro : Henchman
- 1952 : Panique à l'Ouest (Cattle Town) : Bayo
- 1953 : Winning of the West (it) de George Archainbaud : Henchman Red
- 1953 : L'aventure est à l'ouest (The Great Sioux Uprising) : Ray
- 1953 : Gun Belt : Texas Jack
- 1953 : La Trahison du capitaine Porter (Thunder Over the Plains) d'André de Toth : Townsman
- 1953 : The Nebraskan : Sgt. Phillips
- 1954 : La poursuite dura sept jours (The Command) : Cpl. Fleming
- 1954 : Le Cavalier traqué : Red
- 1955 : Dix hommes à abattre (Ten Wanted Men) : Red Dawes
- 1955 : La Loi du plus fort : Lumberjack
- 1955 : Les Inconnus dans la ville (Violent Saturday) : Slick
- 1955 : Robbers' Roost : Brad (Hayes' Man)
- 1955 : Les Années sauvages (The Rawhide Years) : Angry Man
- 1955 : Cinq fusils à l'ouest (Five Guns West) de Roger Corman : Hoagie
- 1956 : Crime Against Joe : High School Guard / Watchman
- 1956 : The Revolt of Mamie Stover : Hackett
- 1956 : D-Day the Sixth of June : Sgt. Tom Brooks
- 1957 : Les Tambours de la guerre (War Drums) de Reginald Le Borg : Trooper Teal
- 1957 : Gun Duel in Durango : Burt
- 1957 : The Kettles on Old MacDonald's Farm (en) : Shivaree Man
- 1957 : Meurtres sur la dixième avenue : Dock Worker
- 1957 : Black Patch (en) d'Allen H. Miner : Stage Driver
- 1957 : Hell Bound : Quantro's Man
- 1957 : P'tite tête de trouffion (The Sad Sack) : Man in Brawl
- 1957 : The Dalton Girls (en) de Reginald Le Borg : Stage Driver
- 1958 : Le Gaucher (The Left Handed Gun) : Soldier
- 1959 : Date with Death : Frankie Urbano
- 1959 : La Chevauchée de la vengeance (Ride Lonesome) : Outlaw
- 1959 : Fais Ta Prière... Tom Dooley (The Legend of Tom Dooley) : Coach Driver
- 1959 : Confidences sur l'oreiller (Pillow Talk) : Trucker
- 1959 : Violence au Kansas (The Jayhawkers!) : Big Guard
- 1960 : Gunfighters of Abilene : Gene
- 1960 : Le Voyageur de l'espace (Beyond the Time Barrier) : Captain
- 1960 : L'Incroyable Homme invisible (The Amazing Transparent Man) : Julian
- 1960 : Spartacus : Bit part
- 1960 : Alamo (The Alamo) de John Wayne : Tennessean
- 1960 : Five Guns to Tombstone : Hoagie
- 1961 : The Gambler Wore a Gun : Luke
- 1962 : La Conquête de l'Ouest (How the West Was Won)
- 1964 : Les Sept Voleurs de Chicago (Robin and the 7 Hoods) : Hood
- 1965 : Requiem for a Gunfighter
- 1965 : Les Quatre Fils de Katie Elder (The Sons of Katie Elder) : Burr Sandeman
- 1965 : The Bounty Killer : Seddon
- 1965 : Représailles en Arizona (Arizona Raiders) : Tex
- 1966 : Waco : Kallen's gunslinger
- 1967 : La Caravane de feu (The War Wagon) : Early
- 1967 : Le Justicier de l'Arizona (Return of the Gunfighter) : Wid Boone
- 1968 : Cinq cartes à abattre (5 Card Stud) : Fred Carson (general store)
- 1968 : L'Homme sauvage (The Stalking Moon) : Shelby (stage driver)
- 1969 : Support Your Local Sheriff! : Street Brawler
- 1969 : Cent dollars pour un shérif (True Grit) : Red (ferryman)
- 1970 : The Cheyenne Social Club : Hansen
- 1970 : Rio Lobo : Train engineer
- 1971 : Deux Hommes dans l'Ouest (Wild Rovers) de Blake Edwards : Red (sheepman)
- 1973 : The Soul of Nigger Charley (en) de Larry Spangler : Donovan
- 1973 : Santee : Stagecoach Driver
- 1974 : Le shérif est en prison (Blazing Saddles) : Outlaw #3
- 1974 : FoxyBrown : Slauson
- 1975 : Gone with the West (en) : Mimmo's Man

### Télévision
- 1966 : Gallegher Goes West (série TV) : Stevie
- 1976 : Captains and the Kings (feuilleton TV)
- 1984 : Last of the Great Survivors (TV) : Mr. Jessup

## À noter
- Boyd Morgan a servi de modèle pour le personnage de publicité Monsieur Net.